# All Night Long (All Night)
All Night Long (All Night) ist ein Lied von Lionel Richie aus dem Jahr 1983, das von ihm geschrieben und von ihm und James Anthony Carmichael produziert wurde. Meistens wird der Song lediglich All Night Long genannt.

## Geschichte
All Night Long (All Night) wurde weltweit am 31. August 1983 veröffentlicht, in der Folge wurde es ein Nummer-eins-Hit in den Vereinigten Staaten, Australien, den Niederlanden und Belgien. Die Single erreichte Goldstatus in den USA, Platin im Vereinigten Königreich sowie ebenfalls Gold in Italien.
Das Lied ist 4:20 Minuten lang und wurde als erste Single des Albums Can’t Slow Down ausgekoppelt. Auf der B-Seite befindet sich das Stück Wandering Stranger. 
Richie spielte den Song bei der Abschlussfeier der Olympischen Sommerspiele 1984 vor einem Fernsehpublikum von etwa 2,3 Milliarden Menschen und 2006 beim Konzert des Friedensnobelpreises in Oslo, Norwegen.
In der Episode Heißes Pflaster Florida von Miami Vice konnte man den Song als Coverversion hören, beim Musikvideo übernahm Michael Nesmith Regie und Produktion.

## Inhalt
Das Lied handelt vom Feiern sowie vom Vergessen der Arbeit. Man trifft Leute auf der Straße, freut sich und ist gut gelaunt. Im Refrain heißt es „We’re going to Party, Karamu, Fiesta, forever. Come on and sing my song! All night long.“

## Remixversion
In 2011 veröffentlichte Richie gemeinsam mit dem australischen Popsänger Guy Sebastian eine neue Version des Liedes. Sie wurde von RedOne produziert. Die Single erreichte in Australien Platz 26 und in Neuseeland Platz 12. Der Erlös ging an die Opfer des Christchurch-Erdbebens vom Februar 2011.

## Kommerzieller Erfolg

### Chartplatzierungen
| ChartsChartplatzierungen       | Höchstplatzierung | Wochen |
| ------------------------------ | ----------------- | ------ |
| Deutschland (GfK)              | 2 (17 Wo.)        | 17     |
| Österreich (Ö3)                | 8 (6 Wo.)         | 6      |
| Schweiz (IFPI)                 | 8 (11 Wo.)        | 11     |
| Vereinigte Staaten (Billboard) | 1 (24 Wo.)        | 24     |
| Vereinigtes Königreich (OCC)   | 2 (16 Wo.)        | 16     |

| ChartsJahrescharts (1983)    | Platzierung |
| ---------------------------- | ----------- |
| Vereinigtes Königreich (OCC) | 10          |

| ChartsJahrescharts (1984)      | Platzierung |
| ------------------------------ | ----------- |
| Deutschland (GfK)              | 50          |
| Vereinigte Staaten (Billboard) | 12          |

### Auszeichnungen für Musikverkäufe
| Land/Region                  | Auszeichnungen für Musikverkäufe (Land/Region, Auszeichnung, Verkäufe) | Verkäufe  |
| ---------------------------- | ---------------------------------------------------------------------- | --------- |
| Deutschland (BVMI)           | Gold                                                                   | 300.000   |
| Italien (FIMI)               | Gold                                                                   | 25.000    |
| Kanada (MC)                  | Platin                                                                 | 100.000   |
| Neuseeland (RMNZ)            | 2× Platin                                                              | 60.000    |
| Spanien (Promusicae)         | Gold                                                                   | 30.000    |
| Vereinigte Staaten (RIAA)    | Gold                                                                   | 1.000.000 |
| Vereinigtes Königreich (BPI) | 2× Platin                                                              | 1.200.000 |
| Insgesamt                    | 4× Gold · 5× Platin ·                                                  | 2.715.000 |

Hauptartikel: Lionel Richie/Auszeichnungen für Musikverkäufe

## Coverversionen
- 1998: Brand Nubian feat. Busta Rhymes (Let’s Dance)
- 2004: Fatman Scoop
- 2009: Jason Mraz
- 2018: Jacob Collier
- 2019: Benjamin Ingrosso

Außerdem benutzte Enrique Iglesias in seinem Hit I Like It im Jahr 2010 einen signifikanten Ausschnitt aus All Night Long (All Night) als wiederkehrendes Zitat.